# Siergiej Kosienko
Siergiej Iwanowicz Kosienko (ros. Сергей Иванович Косенко, ur. 6 maja 1956 w Kijowie) – radziecki florecista, złoty medalista mistrzostw świata.
W 1975 roku zdobył złoty medal we florecie indywidualnym na mistrzostwach świata juniorów.
Podczas mistrzostw świata w Melbourne w 1979 roku reprezentanci ZSRR w składzie: Aleksandr Romankow, Władimir Smirnow, Sabirżan Ruzijew, Władimir Łapicki i Siergiej Kosienko zdobyli złoty medal we florecie drużynowym. Był to jedyny medal wywalczony przez Kosienkę w zawodach tego cyklu.
Nigdy nie wziął udziału w igrzyskach olimpijskich.